# Матапан

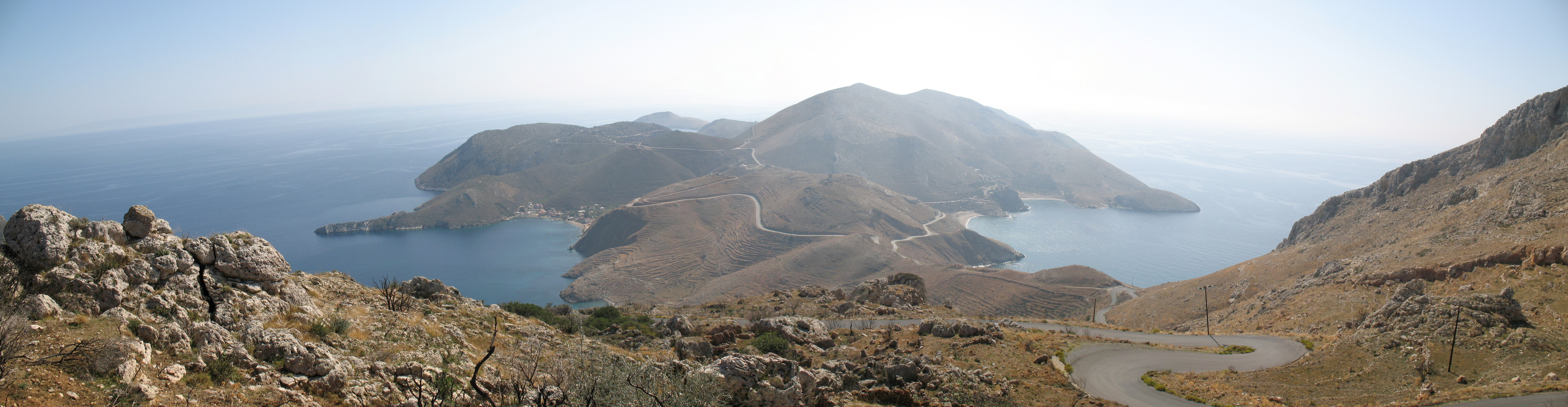
Панорама південної частини півострову Мані з мисом Матапан

36°23′06″ пн. ш. 22°28′58″ сх. д. / 36.38500° пн. ш. 22.48278° сх. д.
Мис Матапан (грец. Κάβο Ματαπάς), також відомий як мис Тенарон (грец. Ακρωτήριον Ταίναρον) — мис, розташований на південному узбережжі Пелопоннеса, найпівденніша точка материкової Греції. Мис знаходиться на кінці півострову Мані і відокремлює затоку Месініакос від затоки Лаконікос.

## Історія
Під час битви на Середземному морі в роки Другої світової війни поблизу мису Матапан з 27 по 29 березня 1941 року сталася морська битва Королівських військово-морських флотів Великої Британії та Австралії з Італійським флотом, що завершилася поразкою італійців.